# Fotografe Melhor

Fotografe Melhor é uma revista brasileira especializada em fotografia, publicada pela Editora Europa.